# Nachal Šezor
Nachal Šezor (hebrejsky: נחל שזור) je vádí v údolí Bejt ha-Kerem na pomezí Horní a Dolní Galileji, v severním Izraeli.
Začíná v nadmořské výšce okolo 300 metrů, nedaleko vesnice Šezor. Směřuje pak po jižním okraji hustě zalidněného údolí Bejt ha-Kerem k jihozápadu. Zprava přijímá vádí Nachal Rama a Nachal Talil. Z jihu míjí velkou průmyslovou zónu Karmi'el-východ a za ní se začíná rychle zařezávat do údolí, které se stáčí k jihu a opouští Bejt ha-Kerem. Ústí mezi vrchem Giv'at Cuf, jenž je součástí masivu Har Kamon, a městem Karmi'el zprava do vádí Nachal Chilazon.